# Mean flowtime
Si tratta di una misura di prestazione utilizzata nei problemi  di sequenziamento / Teoria della schedulazione e indica il tempo totale medio trascorso dai lotti all'interno di un reparto produttivo.
Ricordando che
{\displaystyle L_{k}}: indica il generico lotto k-esimo estratto da un insieme di n lotti che devono essere lavorati
{\displaystyle r_{k}}: indica l'istante in cui il lotto k-esimo è disponibile in reparto per la lavorazione
{\displaystyle A_{k,i}}: è il tempo di attesa per il lotto k-esimo tra l'ultimazione della lavorazione i-1 e  l'inizio della lavorazione successiva i. Se le lavorazioni da effettuarsi sul lotto sono in numero m allora il tempo di attesa totale è pari alla somma dei tempi di attesa di tutte le m operazioni
{\displaystyle A_{k}=\sum _{i=1}^{m}A_{k,i}}
{\displaystyle p_{k,i}}: è il tempo necessario per la lavorazione i-esima sul lotto k-esimo; molto spesso include sia  il tempo di attrezzaggio che il tempo per movimentare il lotto alla macchina stessa che dovrà effettuare la lavorazione i.
Flow time, {\displaystyle F_{k}}: tempo di attraversamento del lotto generico {\displaystyle L_{k}}, rappresenta l'intervallo di tempo intercorrente tra l'istante in cui il lotto k-esimo  è pronto a ricevere la prima lavorazione e l'istante in cui termina la sua ultima lavorazione. Formalmente si definisce come
{\displaystyle F_{k}=\sum _{i=1}^{m}\left(A_{k,i}+p_{k,i}\right)=C_{k}-r_{k}}
dove {\displaystyle C_{k}} è il tempo di completamento del lotto k o completion time.
Assegnati n lotti da lavorare all'interno del sistema produttivo in esame, si definisce mean flow time, {\displaystyle {\bar {F}}\ } come il tempo di attraversamento medio dei lotti, {\displaystyle {\bar {F}}\ ={\frac {1}{n}}\sum _{i=1}^{n}F_{i}} ossia la media aritmetica dei singoli tempi di attraversamento di ciascun lotto.